# Adolphe Hatzfeld
Pour les articles homonymes, voir Hatzfeld (homonymie).
Adolphe Hatzfeld (17 décembre 1824 - 5 octobre 1900), était un linguiste et philosophe français.

## Biographie
Adolphe Hatzfeld est né dans une famille israélite parisienne. Son père était orfèvre. 
Il a été précepteur chez l'éditeur Louis Hachette et a collaboré au Dictionnaire latin - français - latin de Louis-Marie Quicherat.
Il fréquente l'Institution Massin, puis l'École normale (1843), et obtient son agrégation de lettres en 1850. Il obtient son Doctorat ès lettres avec deux thèses, De la Politique dans ses rapports avec la morale. Essai sur "La République" de Platon et De Parmenide Platonis disputatio academica.
En 1855, il est professeur de littératures étrangères à Grenoble, et en 1860 professeur de rhétorique au lycée Louis-le-Grand à Paris. Il s'intéresse à l'hébreu et au français médiéval.
Il est l'auteur, avec Arsène Darmesteter, puis, après la mort de ce dernier, avec Léopold Sudre et André Antoine Thomas, du Dictionnaire général de la langue française du commencement du XVIIIe siècle jusqu'à nos jours, précédé d'un traité de la formation de la langue, publié de 1890 à 1900, et qui a représenté le grand projet de sa vie.
En 1884, il reçoit le prix Archon-Despérouses.